# Maximilian Lux
Maximilian Lux (* 15. August 1995 in Pegnitz) ist ein deutscher Handballspieler.

## Karriere
Maximilian Lux erhielt 2016 in Erlangen seinen ersten Profivertrag. Zunächst lief er jedoch hauptsächlich für die 2. Mannschaft in der 3. Liga auf. In seinem zweiten Jahr stand er fest im Kader des Bundesligateams. Zu Beginn der Saison 2018/19 wurde er mit sofortiger Wirkung vom Ligakonkurrenten HSG Wetzlar verpflichtet. 2019 wechselte er zum Zweitligisten VfL Eintracht Hagen, für welchen er jedoch nach dem Abstieg 2019 in der 3. Liga auflief. Nach einer Saison unterschrieb er einen Vertrag beim Zweitligisten EHV Aue. Mit Aue stieg er 2022 in die 3. Liga ab. Seit 2023 steht er im Kader des Zweitligisten HSG Nordhorn-Lingen.

## Privat
Maximilian Lux studierte Grundschullehramt.